# Diablo (série)
Diablo é uma série de jogos eletrônicos de RPG de ação e dungeon crawl desenvolvidos pela Blizzard North e, a partir de 2005, pela Blizzard Entertainment. A série é composta por quatro jogos principais: Diablo, Diablo II, Diablo III e Diablo IV. Expansões incluem Hellfire para o primeiro jogo; Lord of Destruction para o segundo; e Reaper of Souls e Rise of the Necromancer para o terceiro. Conteúdos adicionais são fornecidos por meio de elementos de história explorados em outros tipos de mídia.
A franquia se passa no mundo de fantasia sombria de Santuário, e seus personagens são principalmente humanos, anjos e várias classes de demônios e monstros. Os três primeiros jogos da série se passam em áreas geográficas semelhantes, com várias áreas comuns, incluindo a cidade de Tristram e a região em torno do Monte Arreat. Outros cenários notáveis incluem os Altos Céus e o Inferno Ardente, dois reinos separados com vínculos com Santuário. A série se concentra principalmente no conflito contínuo entre os humanos que vivem em Santuário e as hordas de demônios lideradas por Diablo, o antagonista principal da série. Os humanos são ocasionalmente auxiliados por anjos, especialmente o Arcanjo Tyrael.
A popularidade e o sucesso da série de jogos eletrônicos resultaram na publicação de vários livros relevantes para o cenário de Diablo, abrangendo uma ampla gama de linhas do tempo do universo. Há também histórias em quadrinhos que exploram várias histórias no mundo de Santuário.
Em 8 de abril de 2020, a série já havia vendido quase 100 milhões de cópias em todo o mundo.

## Premissa
O universo de Diablo é dividido em três reinos: os Altos Céus (em inglês: High Heavens), o Inferno Ardente (em inglês: Burning Hells) e o mundo humano de Santuário (em inglês: Sanctuary). Desde sua criação, os anjos dos Altos Céus e os demônios do Inferno Ardente estão em guerra uns com os outros. Santuário foi criado por anjos e demônios rebeldes cansados da guerra, e seus primeiros filhos foram chamados de Nephalem. Os descendentes dos Nephalem são a humanidade e se tornam um ponto focal para anjos e demônios que desejam influenciá-los para seus próprios objetivos devido ao compartilhamento de heranças angelicais e demoníacas.

Imagem promocional de Diablo III mostrando o personagem-título da série

O personagem-título e principal antagonista da série é Diablo, o Senhor do Terror. De acordo com a história e a tradição fornecidas pela Blizzard Entertainment, Diablo funciona como um dos sete Grandes Males que presidem o Inferno Ardente. Diablo acaba se tornando o Mal Supremo depois de absorver os outros seis Grandes Males, incluindo seus dois irmãos: Baal, o Senhor da Destruição, e Mefisto, o Senhor do Ódio. Dois personagens importantes que se opõem a Diablo na série são Deckard Cain, um estudioso ancião e o último descendente dos Horadrim originais que atua como o narrador central da história nos três primeiros jogos da série, e Tyrael, um membro do Conselho Angiris, que governa os Altos Céus e é partidário da humanidade.
Devido ao final de Diablo II e aos eventos de Diablo III, alguns humanos começam a despertar sua herança Nephalem, o que lhes permite desafiar os Males finais e, por fim, o próprio Diablo, depois que ele manipula os eventos para se tornar o Mal Supremo.

## Jogos
| 1997 | Diablo                              |
| 1997 | Diablo: Hellfire                    |
| 1998 |                                     |
| 1999 |                                     |
| 2000 | Diablo II                           |
| 2001 | Diablo II: Lord of Destruction      |
| 2002 |                                     |
| 2003 |                                     |
| 2004 |                                     |
| 2005 |                                     |
| 2006 |                                     |
| 2007 |                                     |
| 2008 |                                     |
| 2009 |                                     |
| 2010 |                                     |
| 2011 |                                     |
| 2012 | Diablo III                          |
| 2013 |                                     |
| 2014 | Diablo III: Reaper of Souls         |
| 2015 |                                     |
| 2016 |                                     |
| 2017 | Diablo III: Rise of the Necromancer |
| 2018 |                                     |
| 2019 |                                     |
| 2020 |                                     |
| 2021 | Diablo II: Resurrected              |
| 2022 | Diablo Immortal                     |
| 2023 | Diablo IV                           |
| 2024 | Diablo IV: Vessel of Hatred         |

### Diablo
Diablo se passa na cidade de Tristram, a capital efetiva do Reino de Khanduras no mundo de Santuário. A luta real ocorre embaixo da cidade, em um labirinto de calabouços, catacumbas e cavernas que levam às profundezas do Inferno.
O enredo de Diablo gira em torno de um personagem do jogador que realiza uma série de missões para libertar Tristram do mal gerado pelo Inferno, descendo por doze níveis de masmorras até o próprio Inferno (os quatro níveis finais), onde o jogador luta contra o personagem-título, Diablo, Senhor do Terror - um dos sete “Males”, senhores demônios que já governaram o Inferno.
Diablo oferece três classes de personagens e a expansão Hellfire oferece mais três. Os jogadores podem jogar como guerreiros, ladinos ou feiticeiros. Cada classe tem seu próprio lugar na história do jogo, e todas as três classes aparecem como personagens não jogáveis na sequência. Todas as três classes têm as mesmas habilidades gerais e acesso aos mesmos feitiços. Cada uma delas tem uma habilidade específica de classe que possui tanto desvantagens quanto benefícios.

#### Hellfire
Hellfire oferece uma classe de personagem adicional: o monge, além de duas classes de personagem ocultas: o bárbaro e o bardo. O monge luta melhor com cajados ou com as mãos nuas e ganha bônus por usar armadura leve ou nenhuma armadura. O bárbaro pode manejar machados de duas mãos com apenas uma, mas é totalmente incapaz de lançar feitiços durante a maior parte do jogo. O bardo é um personagem com estatísticas relativamente equilibradas que pode empunhar duas armas de uma mão simultaneamente. O bárbaro e o bardo só podem ser jogados usando um ajuste de arquivo, pois não foram concluídos. Eles utilizam os sprites do guerreiro e do ladino, respectivamente, e não têm história. Missões adicionais e recursos multijogador (embora não no Battle.net) também podem ser desbloqueados por esse meio.
Hellfire adicionou dois novos ambientes de masmorra além dos quatro do Diablo original: o Ninho (em inglês: Nest) e a Cripta (em inglês: Crypt). Cada um desses ambientes contém vários monstros novos para serem combatidos, mas eles não contêm missões ou chefes aleatórios e os níveis gerados não contêm santuários ou bibliotecas. O chefe final de Hellfire, Na-Krul, é encontrado no último nível da Cripta Sagrada (em inglês: Sacred Crypt).
Hellfire foi desenvolvido pela Synergistic Software com a ajuda da Blizzard e publicado pela Sierra.

### Diablo II
No final do primeiro jogo, um guerreiro tentou conter a alma de Diablo dentro de si. O guerreiro não conseguiu fazer isso e, no início de Diablo II, o Senhor do Terror assumiu o controle do corpo do guerreiro e iniciou o processo de libertação de seus dois irmãos, Mefisto e Baal. Os jogadores podem escolher entre cinco personagens distintos (sete, incluindo a expansão) para controlar em sua busca e explorar o mundo de Santuário em quatro atos. No final de cada um dos quatro atos, os jogadores enfrentam diferentes demônios, com Diablo no final do jogo.
Os personagens do jogo anterior também estão presentes como personagens não jogáveis em Diablo II. Os ladinos são os anfitriões do jogador durante o Ato I, e os feiticeiros são vistos regularmente nos Atos II e III. Ao contrário do original, cada personagem tem três conjuntos distintos de habilidades/feitiços que podem ser usados no jogo. Vários dos personagens também podem conjurar lacaios mágicos, como uma Valquíria ou Esqueletos e Golems. Todos os jogadores também têm a opção de contratar um ladino, um guerreiro ou um lobo de ferro, um tipo de feiticeiro corpo a corpo, para acompanhá-los e ajudar a matar monstros. Esses “mercenários” têm algumas de suas próprias habilidades e podem ser um grande benefício para o jogador.

#### Lord of Destruction
A Blizzard lançou Diablo II: Lord of Destruction em 29 de junho de 2001. Na expansão, que se passa após os eventos de Diablo II, os jogadores buscam destruir o irmão de Diablo, Baal. A expansão inclui um novo ato, novos itens e duas novas classes de personagens. Bárbaros também podem ser contratados no novo ato. As unidades convocadas pelos personagens da expansão são chamadas de “lacaios”. Os lacaios podem ser ressuscitados e equipados com armaduras e armas.

#### Diablo II: Resurrected
Diablo II: Resurrected, uma remasterização de Diablo II que também inclui a expansão Lord of Destruction, foi lançado em 2021 para Windows, PlayStation 4, PlayStation 5, Xbox One, Xbox Series X/S e Nintendo Switch e oferece suporte à progressão cruzada entre as diferentes plataformas. A remasterização inclui gráficos atualizados e renderização das cenas do jogo, e não altera seus sistemas de itens ou o equilíbrio do jogo.

### Diablo III
Diablo III foi anunciado no Blizzard Worldwide Invitational em 28 de junho de 2008. Os eventos de Diablo III se passam 20 anos após Diablo II. Cinco classes de personagens estão presentes no jogo.
O sistema de combate também foi reformulado. Em vez do sistema anterior de seleção de habilidades usado em Diablo II, há uma barra de ação na parte inferior da tela. Essa mudança substitui a área onde o cinto de poções ficava em Diablo II. Pela primeira vez na série, os jogadores podem escolher o gênero de seus personagens no momento da criação. O gênero dos personagens afeta apenas o visual e as vozes. A data de lançamento de Diablo III foi anunciada em 15 de março de 2012, e o jogo foi lançado mundialmente em 15 de maio de 2012.

#### Reaper of Souls
Diablo III: Reaper of Souls é um pacote de expansão para Diablo III. Ele foi revelado na Gamescom 2013. Foi desenvolvido para as versões de PC e Mac de Diablo III e lançado em 25 de março de 2014 para essas plataformas. Reaper of Souls foi portado para os consoles PlayStation 3, PlayStation 4, Xbox 360 e Xbox One. A expansão inclui uma nova classe de personagem, o cavaleiro, semelhante em estilo ao paladino de Diablo II.

#### Rise of the Necromancer
Diablo III: Rise of the Necromancer é a segunda expansão de Diablo III. Ela foi anunciada na BlizzCon 2016, e lançada para PC, Mac e consoles em 27 de junho de 2017. Ela apresenta a classe necromante, que prefere atacar à distância, desencadeando a destruição de longe. Os mortos-vivos esqueléticos sob seu comando esmagam os inimigos antes que eles tenham a chance de atacar, e as terríveis maldições que os necromantes empregam incapacitam até mesmo os demônios mais resistentes. Os necromantes podem usar suas multidões de mortos-vivos para criar distrações ou simplesmente abrir um caminho para que seu mestre escape em segurança.

### Diablo Immortal
Diablo Immortal é o quarto jogo da franquia Diablo, lançado como um RPG de ação e hack and slash para iOS, Android e Windows pela Blizzard Entertainment em parceria com a NetEase. Foi anunciado durante a BlizzCon 2018 e lançado em 2 de junho de 2022. Ele se passa entre os eventos de Diablo II: Lord of Destruction e Diablo III. Diablo Immortal foi recebido negativamente pelos fãs após o anúncio por sua criação como um jogo para celular e após seu lançamento, pelo uso de microtransações.

### Diablo IV
O quarto jogo principal da série foi anunciado na BlizzCon 2019 e lançado em 5 de junho de 2023. Diablo IV inclui seis classes de personagem: bárbaro, druida, necromante, renegado, mago e natispírito. Características básicas retornaram dos jogos anteriores da franquia, como o foco em masmorras geradas processualmente e a construção de personagens com foco na obtenção de itens, além de apresentar mecânicas novas para a série, incluindo um mundo aberto e combate entre jogadores.

### Projetos cancelados

#### Diablo Junior
Diablo Junior era o título provisório de uma prequela cancelada do jogo original, somente para um jogador. Ele começou a ser desenvolvido após o lançamento de Diablo II e foi planejado para ser lançado no Game Boy Color e/ou Game Boy Advance. O projeto foi posteriormente transferido para o Game Boy original devido ao maior número de usuários do sistema. O lançamento foi planejado em três cartuchos diferentes, no estilo dos jogos Pokémon, cada um com uma classe diferente do Diablo original (guerreiro, ladino ou feiticeiro). O projeto acabou sendo descartado devido aos altos custos de produção.

#### Hades
Após o lançamento de Reaper of Souls, uma equipe de desenvolvimento liderada por Josh Mosqueira começou a trabalhar em um jogo que seria semelhante a Dark Souls, com o codinome Hades. O projeto foi desenvolvido de 2014 a 2016 e apresentava um aumento na dificuldade e uma perspectiva de terceira pessoa sobre o ombro, em vez do estilo isométrico dos títulos anteriores de Diablo. O cancelamento de Hades coincidiu com a saída de Mosqueira da Blizzard.

## Desenvolvimento
A origem do primeiro Diablo veio de David Brevik, enquanto trabalhava na Condor Games, por volta de 1994. Brevik se inspirou fortemente no gênero roguelike com combate por turnos, mas com elementos simplificados de RPG e um sistema de saque mais expansivo. O nome Diablo foi baseado no Monte Diablo, que era onde Brevik morava quando concebeu a ideia do jogo. A Condor estava trabalhando com a Blizzard Entertainment na época em um título separado. A Blizzard se ofereceu para ajudar a desenvolver a ideia de Brevik, pois ela compartilhava conceitos com o recente Warcraft: Orcs & Humans, mas insistiu fortemente para que o jogo fosse convertido de combate por turnos para combate em tempo real, além de, mais tarde, insistir na inclusão do modo multijogador em seu novo serviço Battle.net. No decorrer do desenvolvimento, a Blizzard adquiriu a Condor Games, com a Condor, localizada em San Mateo, Califórnia, tornando-se a Blizzard North, enquanto os escritórios principais da Blizzard em Irvine, Califórnia, tornaram-se a Blizzard South. Diablo foi lançado em janeiro de 1997.
Diablo foi um dos jogos mais vendidos em 1997, com mais de um milhão de cópias vendidas naquele ano, levando a Blizzard a anunciar sua sequência, Diablo II. A sequência, embora mantivesse grande parte da mesma jogabilidade do título original, usava muito pouco do código original e não tinha uma abordagem formal de design. Lançado em junho de 2000, Diablo II vendeu mais de 2 milhões de cópias em um mês e meio após o lançamento, e chegou a quatro milhões um ano depois.
O desenvolvimento de Diablo III começou em 2001 na Blizzard North, mas, por volta de 2003, várias figuras importantes da Blizzard North, incluindo Brevik e os fundadores do estúdio, Max e Erich Schaefer, deixaram a empresa devido a uma disputa com a Vivendi Games, então proprietária da Blizzard Entertainment. Embora a equipe restante da Blizzard North tenha continuado a trabalhar em sua versão de Diablo III, a Blizzard fechou o estúdio em agosto de 2005 e descartou a maior parte do trabalho no título Diablo III existente, reiniciando seu desenvolvimento com suas próprias equipes. Mesmo após o reinício do desenvolvimento, Diablo III teve um desenvolvimento prolongado, sendo finalmente lançado em maio de 2012. Seu lançamento inicial foi recebido com algumas críticas devido a mudanças na fórmula anterior do Diablo, bem como por exigir que os jogadores estivessem conectados à Internet para jogar, mas, com as correções e atualizações contínuas, a Blizzard aprimorou o jogo em relação a essa versão inicial.

## Outras mídias

### Livros
Diversos livros baseados no universo Diablo já foram lançados, incluindo guias de estratégia para os jogos, romances, artbooks e e livros de RPG utilizando o sistema Dungeons & Dragons.

### Quadrinhos
Tales of Sanctuary, de Phil Amara, Dave Land e Francisco Ruiz Velasco, é uma história em quadrinhos lançada em 9 de novembro de 2001 pela Dark Horse Comics. Ela apresenta três histórias: Rage trata de Azgar, um druida em sua luta contra os servos de Baal; The Hand of Naz conta a história de Renit, o Espectro das Trevas, um bárbaro que se alia ao Necromante Cairo para encontrar o artefato titular; e Hatred's Bride gira em torno de Hale, um paladino que salva uma garota, Bay, de demônios e procura protegê-la.
Em novembro de 2011, a DC Comics começou a produzir uma minissérie em cinco edições intitulada Diablo III: Sword of Justice, criada por Aaron Williams com arte e capas de Joseph LaCroix.

### Colecionáveis
Figuras de ação representando a classe Bárbaro, o monstro Unraveller e o vilão Diablo foram vendidos na loja digital da Blizzard e em varejistas para promover o lançamento de Diablo II. Uma estátua colecionável de 45 centímetros da classe Bárbaro de Diablo III foi produzida para venda pela Sideshow Collectibles.

### Aparições emcrossovers

#### Heroes of the Storm
Em 2015, a Blizzard Entertainment lançou Heroes of the Storm, um jogo eletrônico de arena de batalha multijogador em linha, onde os jogadores podem controlar mais de 15 personagens do universo Diablo como heróis jogáveis. Todas as classes de personagens de Diablo III, classes populares de Diablo II, bem como personagens notáveis da franquia, incluindo Deckard Cain, Diablo, Malthael, Mephisto e Tyrael, estão representados no jogo. Heroes of the Storm possui dois campos de batalha com tema de Diablo: Battlefield of Eternity e Infernal Shrines.

#### World of Warcraft
Personagens da série também apareceram em World of Warcraft, um MMORPG desenvolvido pela Blizzard Entertainment e ambientado no universo de Warcraft, geralmente como easter eggs ou como "animais de estimação" no jogo. Alguns exemplos incluem versões em miniatura de Diablo e Tyrael, uma montaria voadora utilizável pelo personagem do jogador chamada Tyrael's Charger, e um personagem chamado Murkablo.

## Recepção
| Jogo                       | Metacritic                                            |
| -------------------------- | ----------------------------------------------------- |
| Diablo                     | PC: 94/100                                            |
| Diablo II                  | PC: 88/100                                            |
| Diablo III                 | - PC: 88/100 - PS3: 86/100 - X360: 87/100             |
| - Diablo II: - Resurrected | - PC: 80/100 - PS5: 81/100 - XSX: 80/100 - NS: 77/100 |
| Diablo Immortal            | - PC: 59/100 - iOS: 67/100                            |
| Diablo IV                  | - PC: 86/100 - PS5: 86/100 - XSX: 91/100              |

Os jogos da série Diablo em todas as plataformas de lançamento receberam, em geral, análises favoráveis dos críticos. Tanto Diablo quanto Diablo II são considerados por vários jornalistas ou revistas de videogame de renome como um dos melhores jogos eletrônicos de todos os tempos. Cada lançamento da série foi um sucesso financeiro. Diablo II vendeu 4 milhões de cópias no ano em que foi lançado. Diablo III vendeu 3,5 milhões de cópias no primeiro dia e 6,3 milhões de cópias na primeira semana. Outras 1,2 milhão de cópias foram dadas aos assinantes do serviço de Passe Anual da Blizzard. O lançamento de Diablo III foi o jogo para PC vendido mais rapidamente de todos os tempos.
O personagem-título da franquia foi bem recebido como seu antagonista principal. A revista Time nomeou Diablo como o segundo personagem de jogos eletrônicos mais influente de todos os tempos, chamando-o de "o arquétipo de vilão dos jogos, uma ‘esponja’ de dano inimitável na qual os jogadores despejam o valor de um jogo de preparação tática, através de itens escrupulosos, malabarismo de inventário inteligente e otimização de habilidades". Diablo ficou em 44º lugar em uma lista dos 50 maiores vilões dos jogos eletrônicos apresentada pelo Guinness World Records em 2013. A GamePro classificou Diablo em 14º lugar em sua lista dos vilões mais diabólicos dos jogos eletrônicos de todos os tempos, observando que ele "corrompe a alma do herói de Diablo I para reencarnar em Diablo II". A IGN classificou Diablo em 74º lugar em sua lista dos "100 melhores vilões dos jogos eletrônicos", além de tê-lo escolhido como o terceiro melhor personagem da Blizzard em uma lista publicada em 2017. A equipe da Complex classificou Diablo em 7º lugar em sua lista dos 50 vilões de jogos eletrônicos mais legais de todos os tempos, descrevendo o personagem como a "epítome de todo o mal que vem na forma de um gigante vermelho que se assemelha à imagem clássica de Satanás, conforme retratado na maioria das imagens judaico-cristãs, e ele é um cara muito mau."

Outros personagens recorrentes da série, como Deckard Cain e Tyrael, também foram recebidos de forma positiva. Em 2016, a equipe da Glixel classificou Tyrael como o 39º personagem de videogame mais icônico do século XXI, e sua oposição inabalável contra os Males Supremos depois que eles foram libertados involuntariamente como o "momento mais icônico" do personagem.